# 時が滲む朝
時が滲む朝（ときがにじむあさ）は、楊逸の小説。中国民主化勢力の青春と挫折がテーマ。民主化運動に加わった、理想に燃える二人の中国の大学生が1989年の天安門事件で挫折するまでと、その後の北京五輪前夜までの人生の苦悩や哀歓を通して、成長していくさまを描いた小説。2008年、第139回芥川賞受賞。

## 登場人物
- 梁浩遠（りょうこうえん リャン・ハウユェン） 北京出身で北京大学で哲学を専攻しエリートとなるべく道を歩んだものの、1957年の反右派運動に巻き込まれ卒業直前に黄土高原の真ん中にある紅旗村という農村に下放された父を持つ。
- 謝志強（しゃしきょう シェー・ツェーチャン）梁浩遠の隣村に住み浩遠の親友でもありライバルでもある。明るく冗談好きで長身の野性的な性格と風貌を持つ。
- 甘凌洲 （かんりょうしゅう カン・リンチョウ）秦漢大学の30代の若手教授。詩才に長け、中国20世紀初期の新文化運動をテーマにした授業が人気を呼ぶ。学生に民主化運動を指揮する。内科医の妻を持つ。後に亡命。
- 白英露（はくえいろ パイ・ユンル）英米文学専攻の小柄な女学生。学生運動のリーダー。後にアメリカに亡命しフランス人と結婚し渡仏するが離婚。甘凌洲と再開し同棲を始める。

## あらすじ
高校時代からの親友である梁浩遠と謝志強は、1988年に同じ名門の秦漢大学に入学する。まだ若い大学教授である甘凌洲や多くの学生達と議論を重ねるうちに、”愛国”や”民主化”、”アメリカ”といったことを深くに考えるようになり、民主化運動に参加する。民主化運動が武力により封殺された直後、二人は運動を侮辱した労働者たちと口論のすえ乱闘を起こし傷害罪と器物損壊罪で3か月の拘役となり、大学から退学処分を下される。学生を指導した凌洲は外国へ亡命し、女性学生リーダーである白英露は行方不明となる。結婚後、日本へ渡り、民主化運動を続けていた梁浩遠は、約10年後、3人と日本で再会する。
文中にはテレサ・テンの歌が甘い青春のシンボルとして、民主化運動の挫折のシンボルとして尾崎豊の『I LOVE YOU』が要所要所に効果的にちりばめられている。

## 初出
「文學界」2008年6月号